# Benjamin Drummond
Benjamin Drummond (1981) è un ex sciatore alpino statunitense.

## Biografia
Drummond, attivo dal dicembre del 1996, in Nor-Am Cup esordì il 26 febbraio 2000 a Snowbasin in discesa libera (24º), conquistò l'unico podio il 9 febbraio 2001 nelle medesime località e specialità (2º) e prese per l'ultima volta il via il 1º aprile 2005 a Mammoth Mountain sempre in discesa libera (38º). Si ritirò al termine della stagione 2006-2007 e la sua ultima gara fu uno slalom gigante FIS disputato il 3 marzo a Sugarloaf; non debuttò in Coppa del Mondo né prese parte a rassegne olimpiche o iridate.

## Palmarès

### Nor-Am Cup
- Miglior piazzamento in classifica generale: 55º nel 2001
- 1 podio:
  - 1 secondo posto